# Pájaros (Bayamón)
Pájaros es un barrio ubicado en el municipio de Bayamón en el estado libre asociado de Puerto Rico. En el Censo de 2010 tenía una población de 30194 habitantes y una densidad poblacional de 3.860,25 personas por km².

## Geografía
Pájaros se encuentra ubicado en las coordenadas 18°22′33″N 66°11′12″O / 18.37583, -66.18667. Según la Oficina del Censo de los Estados Unidos, Pájaros tiene una superficie total de 7.82 km², que corresponden a tierra firme.

## Demografía
Según el censo de 2010, había 30194 personas residiendo en Pájaros. La densidad de población era de 3.860,25 hab./km². De los 30194 habitantes, Pájaros estaba compuesto por el 78.88% blancos, el 10.45% eran afroamericanos, el 0.79% eran amerindios, el 0.26% eran asiáticos, el 0.03% eran isleños del Pacífico, el 6.28% eran de otras razas y el 3.31% pertenecían a dos o más razas o mestizos(as). Del total de la población el 99.07% eran hispanos o latinos de cualquier raza.